# Comunione di san Girolamo (Botticelli)
La Comunione di san Girolamo è un dipinto a tempera su tavola (34,5x25,4 cm) di Sandro Botticelli, databile al 1495 circa e conservato nel Metropolitan Museum di New York.

## Storia
L'opera è citata nel 1502 tra le proprietà del nobiluomo fiorentino Francesco di Filippo del Pugliese ("un altro quadro dipinto el transito di sa[n] Girolamo di mano di decto Sandro") e di nuovo dall'Anonimo Magliabechiano verso il 1542-1556. Si trasmise agli eredi finché verso il 1553 passò ai Capponi. La figlia di Gino Capponi, marchesa di Farinola e ultima discendente dell'illustre ramo fiorentino, decise nel 1912 di vendere l'opera che venne immessa nel mercato antiquario. L'anno successivo venne acquistata da Benjamin Altman, che poi la donò al museo newyorkese nel 1931.
Per quanto riguarda la datazione, essa si basa essenzialmente su confronti stilistici, che la legano all'ultimo periodo di attività dell'artista, nell'ultimo decennio del XV secolo.
Esiste una copia del dipinto attribuita a Bartolomeo di Giovanni nella Galleria Pallavicini di Roma.

## Descrizione e stile
Si tratta di un soggetto poco consueto, legato alle pratiche di penitenza di Savonarola, di cui sicuramente il Del Pugliese, ma forse anche lo stesso Botticelli, furono sostenitori.
L'anziano san Girolamo riceve l'ultima comunione per mano di un sacerdote, assistito da due chierichetti che reggono due alti candelabri. Girolamo, di cui si vede il cappello cardinalizio appeso al muro, è inginocchiato su un telo bianco ricamato e indossa una veste del medesimo colore; lo aiutano due giovani accoliti variamente disposti. Le torsioni dei personaggi, pur nella statica calma della scena, creano una tensione dinamica tipica delle opere di Botticelli.
La scena è ambientata nella camera da letto di Girolamo, che è "sezionata" per renderla accessibile allo spettatore. Si tratta di una semplificazione spaziale volutamente arcaica (usata da Giotto ma già superata dai pittori gotici senesi), tipica dell'ultima produzione di Botticelli, in cui si colgono i dubbi e i ripensamenti derivati dalla meditazione sulla predicazione di Savonarola. A questo effetto concorrono anche le proporzioni iperboliche (che ingrandiscono il protagonista) e lo sforzo espressionistico antinaturalistico e antinarrativo.
La stanza è amorevolmente descritta nel dettaglio, dalle stuoie intrecciate che ricoprono le pareti e il soffitto, al letto coperto da una coperta lanicciosa, fino al crocifisso tra palme e ginepri (presagio della morte del santo) che fa sembrare il giaciglio un altare. Appeso sopra il letto si vede il cappello cardinalizio.
L'opera è dotata di una cuspide dipinta dall'aiuto Bartolomeo di Giovanni, con la Trinità entro una mandorla tra angeli, cherubini e serafini.